# Argyropogon
Argyropogon is een vliegengeslacht uit de familie van de roofvliegen (Asilidae).

## Soorten
- A. argentinus Artigas & Papavero, 1990